# Pseudoscalibregma usarpium
Pseudoscalibregma usarpium är en ringmaskart som beskrevs av Blake 1981. Pseudoscalibregma usarpium ingår i släktet Pseudoscalibregma och familjen Scalibregmatidae. Inga underarter finns listade i Catalogue of Life.